# Bartosz Bosacki
Bartosz Bosacki (Poznań, 20. prosinca 1975.), poljski umirovljeni nogometaš koji je igrao za Lech Poznań.
Bosacki je svoj debi u Lechu imao 1995., kada je osvojio Poljski Super kup (prvi put, 2. put osvojio je 2004. s Amicom Wronki. Od 2004 do 2006 igrao je za 1. FC Nürnberg. Za svoju domovinu nastupio je 20 puta.  

## Vanjske poveznice
- 90minut.pl Profil